# Tomoharu Katsumata
Tomoharu Katsumata (勝間田 具治?, Katsumata Tomoharu; Shimoda, 4 febbraio 1938) è un regista giapponese, conosciuto principalmente per il suo lavoro negli anime.
Fra i principali registi della Toei Animation durante gli anni sessanta, settanta ed ottanta, Katsumata ha curato la regia di numerose serie televisive della Toei, adattamenti di manga di Gō Nagai, fra cui Devilman (1972), Mazinga Z (1972), Cutey Honey (1973), Great Mazinga (1974), UFO Robot Goldrake (1975) e Gaiking (1976).
Laureatosi presso la scuola di cinema della Nippon University nel 1960, ha iniziato a lavorare nello stesso anno per la divisione di Kyoto della Toei Company, come aiuto regista di Masahiro Makino e di Eiichi Kudo nei suoi drama sui samurai. Dopo qualche anno, Katsumata viene assunto dalla Toei Doga (Toei Animation) di Tokyo, debuttando come regista per alcune delle prime serie della Toei come Ken the Wolf Boy (1963) ed il primo Cyborg 009 (1968).
Fra le altre serie dirette da Katsumata per la Toei si possono citare Danguard (1977), Capitan Futuro (1978), Ken il guerriero (1983) ed I cavalieri dello zodiaco (1986), oltre che i film Mazinga Z contro Devilman (1973), La Sirenetta - La più bella favola di Andersen (1975) e Capitan Harlock - L'Arcadia della mia giovinezza (1982).

## Filmografia

### Televisione
- Ōkami shōnen Ken (1963-1965)
- Shōnen ninja kaze no Fujimaru (1964-1965)
- Rainbow Sentai Robin – 8 episodi (1966-1967)
- Sally la maga (Mahōtsukai Sarī) – episodi 1x23-1x37 (1966-1967)
- Pyunpyunmaru – episodi 1x03-1x18-1x23 (1967-1970)
- Akane-chan (1968)
- Cyborg 009 (Saibōgu Zero-Zero-Nain) – 4 episodi (1968)
- Sabu to Ichi torimono hikae – episodi 1x37-1x46 (1968-1969)
- Gegege no Kitarō – 4 episodi (1968-1969)
- Lo specchio magico – episodi 1x24-1x34 (1969)
- L'Uomo Tigre (Taigā Masuku) – 19 episodi (1969-1971)
- Devilman (Debiruman) – 4 episodi (1972-1973)
- Mazinga Z (Majingā Zetto) – episodi 1x03-1x09-1x15 (1972-1973)
- Cutie Honey – 4 episodi (1973-1974)
- Il Grande Mazinger (Gurēto Majingā) – episodi 1x01-1x46-1x50 (1974-1975)
- Getta Robot (Gettā Robo) – 4 episodi (1974)
- Shōnen Tokugawa Ieyasu – episodi 1x04-1x10-1x18 (1975)
- UFO Robot Goldrake (UFO Robo Gurendaizā) – 7 episodi (1975-1977)
- Gackeen, il robot magnetico (Magunerobo Ga Kiin) – 6 episodi (1976-1977)
- Gaiking, il robot guerriero (Daikū Maryū Gaiking) – 5 episodi (1976)
- Danguard (Wakusei robo Danguard Ace) – 11 episodi (1977-1978)
- Capitan Futuro (Captain Fuchā) – 7 episodi (1978-1979)
- La spada di King Arthur (Entaku no Kishi Monogatari Moero Āsā) – episodio 1x02 (1979)
- Hello! Sandybell (Haro! Sandiberu) – episodio 1x30 (1981)
- Capitan Harlock SSX - Rotta verso l'infinito (Waga seishun no Arukadia - Mugen kidō SSX) – episodi 1x01-1x05-1x10 (1982)
- Il dr. Slump e Arale (Dr. Slump Arale-chan) – episodio 1x141 (1984)
- Wingman (Yume senshi Uinguman) – 8 episodi (1984-1985)
- Ken il guerriero (Hokuto no Ken) – episodi 1x54-1x56-1x52 (1985-1986)
- Ginga: Nagareboshi Gin – 9 episodi (1986)
- I Cavalieri dello zodiaco (Saint Seiya) – 6 episodi (1986-1987)

### Cinema
- ...continuavano a chiamarlo il gatto con gli stivali (Nagagutsu Sanjūshi) (1972)
- Mazinga Z contro Devilman (Majingā Zetto tai Debiruman) (1973)
- Himitsu no Akko-chan – cortometraggio (1973)
- La Sirenetta - La più bella favola di Andersen (Anderusen douwa: Ningyo-hime) (1975)
- Yamato per sempre (Yamato yo towa ni)
- Future War 198X Nen – co-regia di Toshio Masuda (1982)
- Capitan Harlock: L'Arcadia della mia giovinezza (Waga seishun no Arcadia) (1982)
- Yamato - L'ultima battaglia (Uchū Senkan Yamato: Kanketsu hen) – co-regia di Yoshinobu Nishizaki e Toshio Masuda
- Yukiguni no Ōjisama (1985)
- Sangokushi daiichibu - Eiyū-tachi no yoake (1992)
- Sangokushi dainibu - Chōkō Moyu! (1993)
- Sangokushi kanketsu-hen - Harukanaru daichi (1994)
- Gegege no Kitarō: Daikaijū (1996)

### Cortometraggi
- Hänsel e Gretel (Henzeru to Gureteru) (1975)